# Ц'ил (грузинська літера)
Ц'ил (წილი) — двадцять дев'ята літера грузинської абетки.
Приголосна літера. Вимовляється як українська [ ц’ ] (МФА /tsʼ/). За міжнародним стандартом ISO 9984 транслітерується як c.
Не слід плутати її з літерою цан ც, яку вимовляють з придихом.

## Історія
| Асомтаврулі | Нусхурі | Мхедрулі |
| ----------- | ------- | -------- |
|             |         |          |

## Юнікод
- Ⴜ : U+10BC
- წ : U+10EC